# Strohschütz

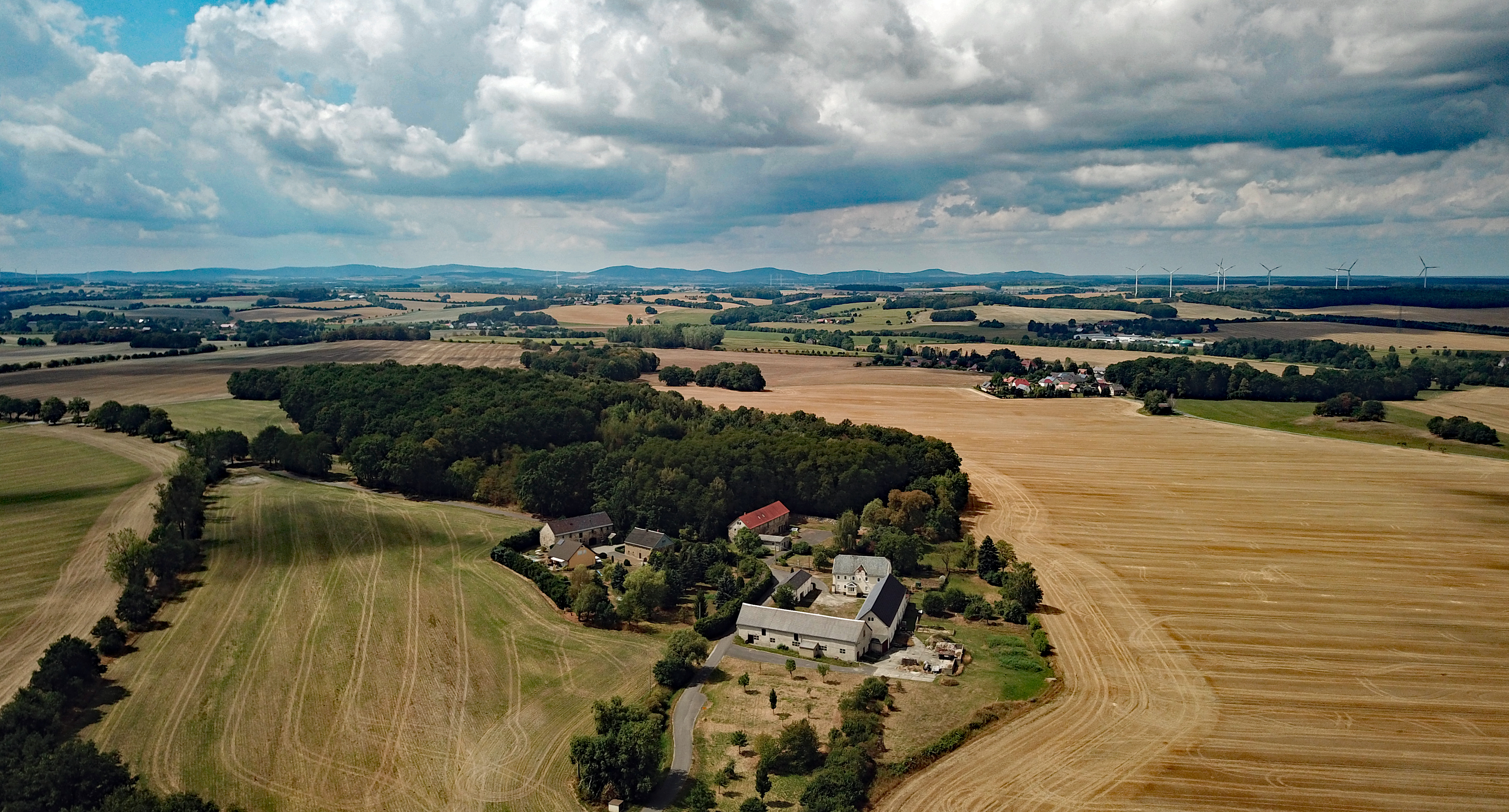
Luftbild

Strohschütz, obersorbisch Stróžišćoⓘ, ist eine kleine Ansiedlung rund einen Kilometer südwestlich von Milkwitz, einem Ortsteil der Gemeinde Radibor im Landkreis Bautzen. Sie hat etwa 10 Einwohner und liegt am Nordostrand des 204,2 m hohen Roten Bergs auf etwa 190 Meter über dem Meeresspiegel. Das Millenniumsdenkmal für die slawischen Heiligen Cyrill und Methodius an der Via Regia ist etwa 150 Meter entfernt an der Kreuzung Schmochtitz-Luga und Strohschütz-Löschau. An der Straße unterhalb des Kreuzungsbereichs steht ein Kreuzstein. Strohschütz ist über die S107 (Göda-Radibor) zu erreichen.

## Geschichte
Der Bauernweiler Strohschütz wurde 1419 das erste Mal als Stroschitz erwähnt. Der Name kommt vermutlich vom altsorbischen Wort für „Wache“, vgl. obersorbisch straža und den verwandten Ortsnamen Wartha/Stróža. Stróžišćo wäre dann ein Ort, von dem aus man ein Gebiet bewachen kann. Diese Deutung passt zur geografischen Lage der Ansiedlung weit oben an einem Hügel, der die Umgebung überblickt.
Der Wissenschaftler Arnošt Muka zählte 1884/85 in Strohschütz noch 23 Einwohner, von denen ausnahmslos alle Sorben waren. 1910 war Strohschütz mit 11 Einwohnern die kleinste Gemeinde der Amtshauptmannschaft Bautzen und auf der Einwohnerstatistik auf Platz 240.
| Datum | Einwohner |
| ----- | --------- |
| 1834  | 24        |
| 1871  | 27        |
| 1890  | 26        |
| 1910  | 11        |
| 1925  | 26        |
| 2010  | 08        |